# Їхній Кремль
«Їхній Кремль» (рос. Их Кремль) — історико-документальна книга, побудована у формі дев'яти діалогів з соціально-значущими персонажами постперебудовної епохи. Підписано до друку 16 листопада 1992 року. Тираж 50 000 примірників.

## Історія
Ідея цього проекту народилася у видавця газети «Новий Погляд» Євгена Додолєва як відповідь на реакцію передплатників і читачів, які в редакційній пошті ставили питання щодо різних аспектів біографій соціально-значущих сучасників. 
Дев'ять ексклюзивних інтерв'ю виконані майстром жанру Андрієм Ванденко, Євген Додолєв написав післямову про авторське розуміння феномена культу особистостей і не є співавтором інтерв'ю.
Як відзначали читачі газети «Аргументы и факты» багато років тому:
|  | Там інтерв'ю з багатьма на той час відомими людьми ... |

«Московський комсомолець» у вересні 2010 року зазначав:
|  | Віталій Коротич на сторінках збірника «Їхній Кремль» талановито і медично точно описував метання журналіста. |

## Сюжет
Сюжет як такий відсутній - глави розташовані в алфавітному порядку.
У збірнику представлені активні учасники постперебудовної політики:
- Віктор Алксніс[ru]
- Олена Боннер[4]
- Дмитро Васильєв[ru]
- Володимир Жириновський, який на початку 90-х активно співпрацював з «Новим Взглядом» як колумніст[5]
- Олег Калугін
- Віталій Коротич, у період роботи в США вів рубрику в епістолярному жанрі у «Новому Взгляді»[6]
- Альберт Макашов
- Олександр Невзоров
- Сажі Умалатова

Один з героїв збірки, колишній головний редактор журналу «Огонек» В. Коротич, підкреслював, що під однією обкладинкою зібрані персонажі важкосумісні:
|  | Такий градус взаємної недовіри, що мимоволі на думку спадає словосполучення «громадянська війна». Хоча це все радянські люди. |